# Dwaj ludzie z szafą
Dwaj ludzie z szafą (tradução para o português: "Dois Homens e um Guarda-roupa") é um curta-metragem de 1958, escrito e dirigido pelo cineasta Roman Polanski. Além do filme ser mudo, ele foi também filmado em preto e branco.

## Sinopse
O filme conta a história de dois homens, interpretados por Jakub Goldberg e Henryk Kluba, que emerge do mar segurando um largo guarda-roupa, que eles fazem de tudo para levar de volta à cidade. Carregando o guarda-roupa, os dois homens encontram uma série de eventos hostis, por exemplo, são atacados por uma gangue de jovens (um dos quais foi interpretado pelo próprio Roman Polanski).
Finalmente, eles chegam de volta em uma praia e então desaparecem no mar. O filme foi, aparentemente, filmado em Gdansk e Sopot.

## Elenco
- Jakub Goldberg - Homem com o guarda-roupa
- Henryk Kluba - Homem com o guarda-roupa
- Stanisław Michalski - Menino #1
- Roman Polański - Menino #2
- Andrzej Kondratiuk - Menino #3
- Barbara Kwiatkowska - Menina